# Jozef Lauwerys

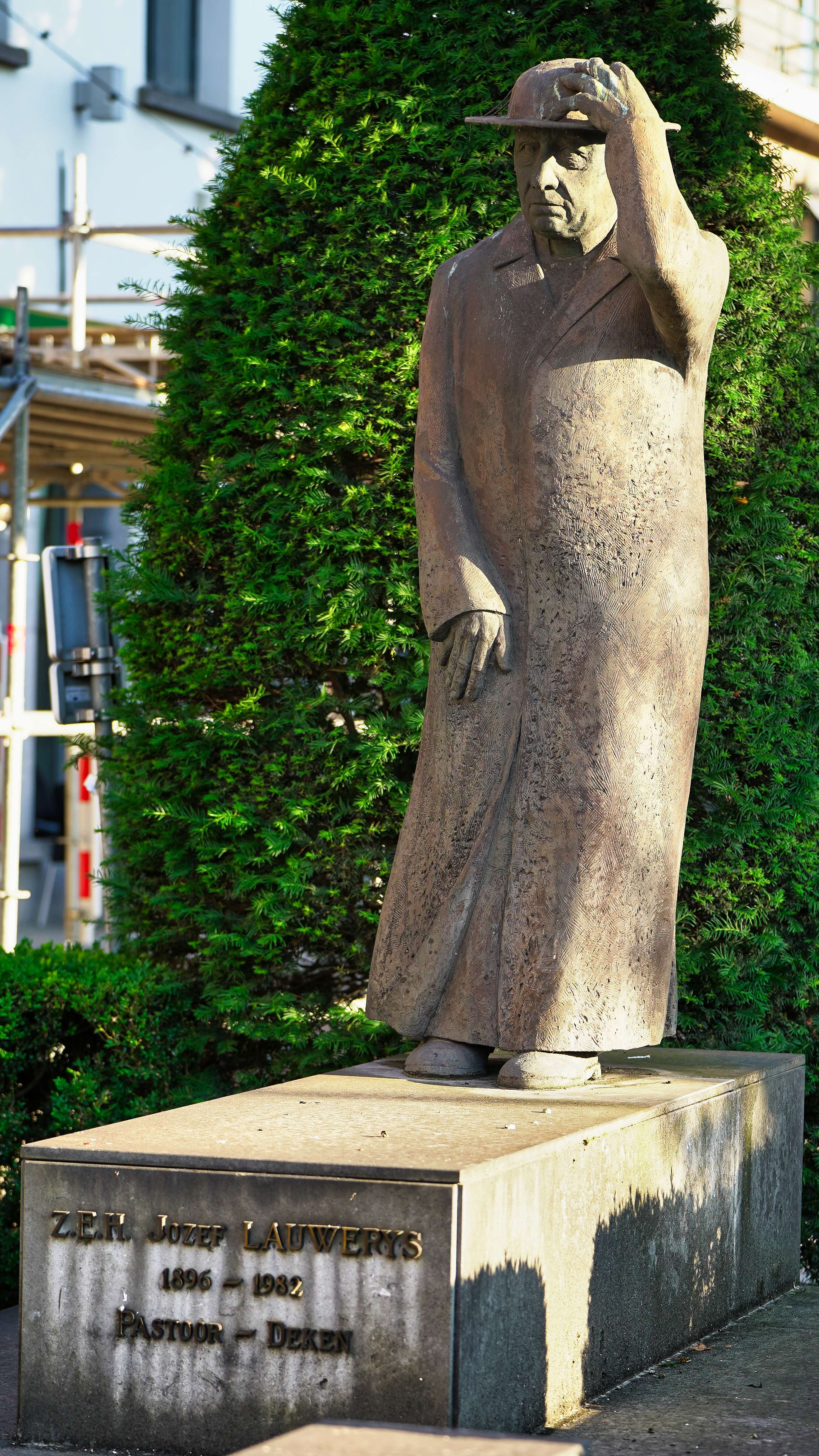
Standbeeld deken Lauwerys

Jozef Lauwerys (Olen, 29 mei 1896 – Hoogstraten, 10 mei 1982) was een Belgisch rooms-katholiek priester. Lauwerys heeft na de Tweede Wereldoorlog de Sint-Katharinakerk van Hoogstraten heropgebouwd.
Hij was leraar geschiedenis aan het Klein Seminarie Hoogstraten (1919-1945). In 1945 werd hij pastoor-deken in Hoogstraten.
Hij was voorzitter van de  Hoogstratens Oudheidkundige Kring en hoofdredacteur van het driemaandelijks tijdschrift HOK. Hij werkte ook mee aan Boekengids en publiceerde reisverhalen, folkloristische, archeologische en historische werken.

## Eerbetoon
Beeldhouwer Jef Martens maakte ter gelegenheid van het honderdste jubileumjaar van de geboortedag van deken Lauwerys een bronzen standbeeld, betaald door giften vanuit de Hoogstraatse bevolking. Er is een straat in Hoogstraten naar hem vernoemd, in de Sint-Katharinakerk is ook een stenen plaat onthuld met zijn naam op.